# Dictionary of National Biography
Pour les articles homonymes, voir DNB.
 (avril 2021).
Si vous disposez d'ouvrages ou d'articles de référence ou si vous connaissez des sites web de qualité traitant du thème abordé ici, merci de compléter l'article en donnant les références utiles à sa vérifiabilité et en les liant à la section « Notes et références ».
Le Dictionary of National Biography (DNB) est un ouvrage de référence sur les figures importantes de l'histoire du Royaume-Uni. La première édition est parue à Londres chez Smith, Elder & Co. en 1885. 
Depuis les années 1990, les Oxford University Press ont repris l'édition. Le dictionnaire est depuis publié sous le titre Oxford Dictionary of National Biography (ODNB). La première version imprimée paraît le 23 septembre 2004 en 60 volumes, elle est également accessible en ligne. Tous les volumes publiés en 1900 ou avant sont mis en ligne par Internet Archive. 

#### Parties du ODNB dans le domaine public
- Volumes en ligne de la première et deuxième série, tel que choisis par The Online Books Page à partir des documents de l’Internet Archive et de Google Books
- Première édition du DNB sur l’Internet Archive

| Volume                                         | Date | De          | À          | Notes                                        |
| ---------------------------------------------- | ---- | ----------- | ---------- | -------------------------------------------- |
| Index and Epitome                              | 1903 |             |            | L'index avec un sommaire pour chaque entrée. |
| Volume 1                                       | 1885 | Abbadie     | Anne       |                                              |
| Volume 2                                       | 1885 | Anneslya    | Baird      |                                              |
| Volume 3                                       | 1885 | Baker       | Beadon     |                                              |
| Volume 4                                       | 1885 | Beal        | Biber      |                                              |
| Volume 5                                       | 1886 | Bicheno     | Bottisham  |                                              |
| Volume 6                                       | 1886 | Bottomley   | Browell    |                                              |
| Volume 7                                       | 1886 | Brown       | Burthogge  |                                              |
| Volume 8                                       | 1886 | Burton      | Cantwell   |                                              |
| Volume 9                                       | 1887 | Canute      | Chaloner   |                                              |
| Volume 10                                      | 1887 | Chamber     | Clarkson   |                                              |
| Volume 11                                      | 1887 | Clater      | Condell    |                                              |
| Volume 12                                      | 1887 | Conder      | Craigie    |                                              |
| Volume 13                                      | 1888 | Craik       | Damer      |                                              |
| Volume 14                                      | 1888 | Damon       | D'Eyncourt |                                              |
| Volume 15                                      | 1888 | Diamond     | Drake      |                                              |
| Volume 16                                      | 1888 | Drant       | Edridge    |                                              |
| Volume 17                                      | 1889 | Edward      | Erskine    |                                              |
| Volume 18                                      | 1889 | Esdaile     | Finan      |                                              |
| Volume 19                                      | 1889 | Finch       | Forman     |                                              |
| Volume 20                                      | 1889 | Forest      | Garner     |                                              |
| Volume 21                                      | 1890 | Garnett     | Gloucester |                                              |
| Volume 22                                      | 1890 | Glover      | Gravet     |                                              |
| Volume 23                                      | 1890 | Gray        | Haighton   |                                              |
| Volume 24                                      | 1890 | Hailes      | Harriott   | Étiqueté « Volume 25 » par erreur            |
| Volume 25                                      | 1891 | Harris      | Henry I    |                                              |
| Volume 26                                      | 1891 | Henry II    | Hindley    |                                              |
| Volume 27                                      | 1891 | Hindmarsh   | Hovenden   |                                              |
| Volume 28                                      | 1891 | Howard      | Inglethorp |                                              |
| Volume 29                                      | 1892 | Inglis      | John       |                                              |
| Volume 30                                      | 1892 | Johnes      | Kenneth    |                                              |
| Volume 31                                      | 1892 | Kennett     | Lambart    |                                              |
| Volume 32                                      | 1892 | Lambre      | Leigh      |                                              |
| Volume 33                                      | 1893 | Leighton    | Lluelyn    |                                              |
| Volume 34                                      | 1893 | Llwyd       | MacCartney |                                              |
| Volume 35                                      | 1893 | MacCarwell  | Maltby     |                                              |
| Volume 36                                      | 1893 | Malthus     | Mason      |                                              |
| Volume 37                                      | 1894 | Masquerier  | Millyng    |                                              |
| Volume 38                                      | 1894 | Milman      | More       |                                              |
| Volume 39                                      | 1894 | Morehead    | Myles      |                                              |
| Volume 40                                      | 1894 | Myllar      | Nichols    |                                              |
| Volume 41                                      | 1895 | Nichols     | O'Dugan    |                                              |
| Volume 42                                      | 1895 | O'Duinn     | Owen       |                                              |
| Volume 43                                      | 1895 | Owens       | Passelewe  |                                              |
| Volume 44                                      | 1895 | Paston      | Percy      |                                              |
| Volume 45                                      | 1896 | Pereira     | Pochrich   |                                              |
| Volume 46                                      | 1896 | Pockock     | Puckering  |                                              |
| Volume 47                                      | 1896 | Puckle      | Reidfurd   |                                              |
| Volume 48                                      | 1896 | Reily       | Robins     |                                              |
| Volume 49                                      | 1897 | Robinson    | Russell    |                                              |
| Volume 50                                      | 1897 | Russen      | Scobell    |                                              |
| Volume 51                                      | 1897 | Scoffin     | Sheares    |                                              |
| Volume 52                                      | 1897 | Shearman    | Smirke     |                                              |
| Volume 53                                      | 1898 | Smith       | Stanger    |                                              |
| Volume 54                                      | 1898 | Stanhope    | Stovin     |                                              |
| Volume 55                                      | 1898 | Stow        | Taylor     |                                              |
| Volume 56                                      | 1898 | Teach       | Tollet     |                                              |
| Volume 57                                      | 1899 | Tom         | Tytler     |                                              |
| Volume 58                                      | 1899 | Ubaldini    | Wakefield  |                                              |
| Volume 59                                      | 1899 | Wakeman     | Watkins    |                                              |
| Volume 60                                      | 1899 | Watson      | Whewell    |                                              |
| Volume 61                                      | 1900 | Whichcord   | Williams   |                                              |
| Volume 62                                      | 1900 | Williamson  | Worden     |                                              |
| Volume 63                                      | 1900 | Wordsworth  | Zuylestein |                                              |
| Volumes supplémentaires de la première édition |      |             |            |                                              |
| Supplement Volume 1                            | 1901 | Abbott      | Childers   |                                              |
| Supplement Volume 2                            | 1901 | Chippendale | Hoste      |                                              |
| Supplement Volume 3                            | 1901 | How         | Woodward   |                                              |
| Errata                                         | 1904 |             |            |                                              |